# ويليام أورلاندو داربي
ويليام أورلاندو داربي (بالإنجليزية: William Orlando Darby)‏ هو عسكري أمريكي، ولد في 8 فبراير 1911 في فورت سميث في الولايات المتحدة، وتوفي في 30 أبريل 1945 في Nago–Torbole ‏ في إيطاليا.